# Fredrik Sjöström
Fredrik Sjöström (né le 6 mai 1983 à Färgelanda en Suède) est un joueur professionnel suédois de hockey sur glace. Il évolue au poste d'ailier droit.

## Biographie

### Carrière en club
En 2000, il commence sa carrière en senior avec le Frölunda HC en Elitserien. Il est choisi en 2001 au cours du repêchage d'entrée dans la Ligue nationale de hockey par les Coyotes de Phoenix en 1er ronde, en 11e position. Il part alors en Amérique du Nord et s'aguérit avec les Hitmen de Calgary dans la Ligue de hockey de l'Ouest.
En 2002-2003, il passe professionnel avec les Falcons de Springfield, club-école des Coyotes, dans la Ligue américaine de hockey. En 2003-2004, il débute dans la LNH avec la franchise de Phoenix. Le 26 février 2008, il est échangé avec David LeNeveu et Josh Gratton aux Rangers de New York en retour de Marcel Hossa et Al Montoya.

### Carrière internationale
Il représente la Suède en senior depuis les championnats du monde 2004 où l'équipe remporte l'argent.

## Statistiques

### En club
| Saison     | Équipe                 | Ligue      |     | Saison régulière | Saison régulière | Saison régulière | Saison régulière | Saison régulière |   | Séries éliminatoires | Séries éliminatoires | Séries éliminatoires | Séries éliminatoires | Séries éliminatoires |
| Saison     | Équipe                 | Ligue      | PJ  | B                | A                | Pts              | Pun              | PJ               | B | A                    | Pts                  | Pun                  |                      |                      |
| 2000-2001  | Frölunda HC            | Elitserien | 31  | 2                | 3                | 5                | 6                | 5                | 0 | 0                    | 0                    | 2                    |                      |                      |
| 2001-2002  | Hitmen de Calgary      | LHOu       | 58  | 19               | 31               | 50               | 51               | 4                | 1 | 1                    | 2                    | 8                    |                      |                      |
| 2002-2003  | Hitmen de Calgary      | LHOu       | 63  | 34               | 43               | 77               | 95               | 5                | 1 | 3                    | 4                    | 4                    |                      |                      |
| 2002-2003  | Falcons de Springfield | LAH        | 2   | 1                | 0                | 1                | 0                | 6                | 2 | 0                    | 2                    | 12                   |                      |                      |
| 2003-2004  | Falcons de Springfield | LAH        | 17  | 0                | 7                | 7                | 8                | -                | - | -                    | -                    | -                    |                      |                      |
| 2003-2004  | Coyotes de Phoenix     | LNH        | 57  | 7                | 6                | 13               | 22               | -                | - | -                    | -                    | -                    |                      |                      |
| 2004-2005  | Grizzlies de l'Utah    | LAH        | 80  | 14               | 24               | 38               | 57               | -                | - | -                    | -                    | -                    |                      |                      |
| 2005-2006  | Coyotes de Phoenix     | LNH        | 75  | 6                | 17               | 23               | 42               | -                | - | -                    | -                    | -                    |                      |                      |
| 2006-2007  | Coyotes de Phoenix     | LNH        | 78  | 9                | 9                | 18               | 48               | -                | - | -                    | -                    | -                    |                      |                      |
| 2007-2008  | Coyotes de Phoenix     | LNH        | 51  | 10               | 9                | 19               | 14               | -                | - | -                    | -                    | -                    |                      |                      |
| 2007-2008  | Rangers de New York    | LNH        | 18  | 2                | 0                | 2                | 8                | 10               | 0 | 1                    | 1                    | 2                    |                      |                      |
| 2008-2009  | Rangers de New York    | LNH        | 79  | 7                | 6                | 13               | 30               | 7                | 0 | 1                    | 1                    | 0                    |                      |                      |
| 2009-2010  | Flames de Calgary      | LNH        | 46  | 1                | 5                | 6                | 8                | -                | - | -                    | -                    | -                    |                      |                      |
| 2009-2010  | Maple Leafs de Toronto | LNH        | 19  | 2                | 3                | 5                | 4                | -                | - | -                    | -                    | -                    |                      |                      |
| 2011-2012  | Maple Leafs de Toronto | LNH        | 66  | 2                | 3                | 5                | 14               | -                | - | -                    | -                    | -                    |                      |                      |
| 2011-2012  | Färjestads BK          | Elitserien | 20  | 1                | 4                | 5                | 10               | -                | - | -                    | -                    | -                    |                      |                      |
| 2011-2012  | Frölunda HC            | Elitserien | 35  | 5                | 3                | 8                | 28               | 6                | 0 | 0                    | 0                    | 2                    |                      |                      |
| 2012-2013  | Frölunda HC            | Elitserien | 50  | 5                | 5                | 10               | 16               | 1                | 0 | 0                    | 0                    | 0                    |                      |                      |
| Totaux LNH | Totaux LNH             | Totaux LNH | 423 | 44               | 55               | 99               | 176              | 17               | 0 | 2                    | 2                    | 2                    |                      |                      |

### En équipe nationale
| Année | Évènement                            |   | PJ | B | A | Pts | +/- | Pun               |  | Résultat |
| 2001  | Championnat du monde moins de 18 ans | 6 | 3  | 3 | 6 | -2  | 4   | Sixième place     |  |          |
| 2001  | Championnat du monde junior          | 7 | 1  | 2 | 3 | 0   | 16  | Quatrième place   |  |          |
| 2002  | Championnat du monde junior          | 7 | 0  | 0 | 0 | +2  | 2   | Sixième place     |  |          |
| 2003  | Championnat du monde junior          | 4 | 0  | 1 | 1 | -1  | 14  | Huitième place    |  |          |
| 2004  | Championnat du monde                 | 9 | 0  | 0 | 0 | -1  | 6   | Médaille d'argent |  |          |